# Atypophthalmus (Atypophthalmus) bourbonensis
Atypophthalmus (Atypophthalmus) bourbonensis is een tweevleugelige uit de familie steltmuggen (Limoniidae). De soort komt voor in het Afrotropisch gebied.